# Sonnenstein (Pirna)
Sonnenstein je místní část velkého okresního města Pirna v německé spolkové zemi Sasko. Nachází se v zemském okrese Saské Švýcarsko-Východní Krušné hory a má přibližně 6 300 obyvatel.

## Historie
Hrad Pirna (dnešní zámek Sonnenstein) byl založen ve středověku a poprvé je písemně zmíněn roku 1269. Hrad byl postupně přestavěn na zámek, který je roku 1606 prvně jmenován jako Sonnenstein. Až do 19. století byla celá oblast nezastavěná, výstavba nových budov probíhala v letech 1855 až 1914 a souvisela s rozšiřováním ozdravovny v areálu zámku. Východně od sanatoria vznikla také malá osada Am Mädelgraben sloužící zaměstnancům sanatoria. Na přelomu 30. a 40. let 20. století vyrostly na místě dnešních ulic Prof.-Joliot-Curie-Straße a Julius-Fucik-Straße budovy sloužící německé armádě. Kolem nich se od začátku 50. let začala rozrůstat zástavba nové městské čtvrti Sonnenstein, kde vyrostly nové obytné budovy (asi 1000 bytů) pro zaměstnance místního průmyslu (vývoj a výroba letadel). Výroba letadel byla brzy ukončena, ale další rozvoj Sonnensteinu pokračoval od roku 1963, kdy bylo v nedalekém Leupoldishainu započato s těžbou uranové rudy. Do konce 80. let 20. století vzniklo ve čtvrti na 3000 nových bytů s navazující infrastrukturou (školka, škola, lékařské ordinace, obchody). V této době dosáhl počet obyvatel Sonnensteinu počtu 17 tisíc. S ukončením těžby uranu a krachu místních průmyslových podniků po sjednocení Německa nastal masivní odliv obyvatel, který následovala demolice nevyužívaných panelových domů a postupná přestavba sídliště. V roce 2007 zde byla postavena nová nemocnice, která patří k nejvýznamnějším zaměstnavatelům ve městě.

## Geografie
Sonnenstein leží na vyvýšenině jižně od řeky Labe a východně od údolí řeky Gottleuby a městského jádra na okraji pískovcové oblasti Saského Švýcarska na území Chráněné krajinné oblasti Saské Švýcarsko. Jižně od zástavby se nachází rozsáhlé sady. Místní část leží na katastrálním území Pirna. Severní částí prochází Malířská cesta.

## Památky
- zámek Sonnenstein
- kostel Anstaltskirche
- farní centrum Pirna-Sonnenstein

## Galerie

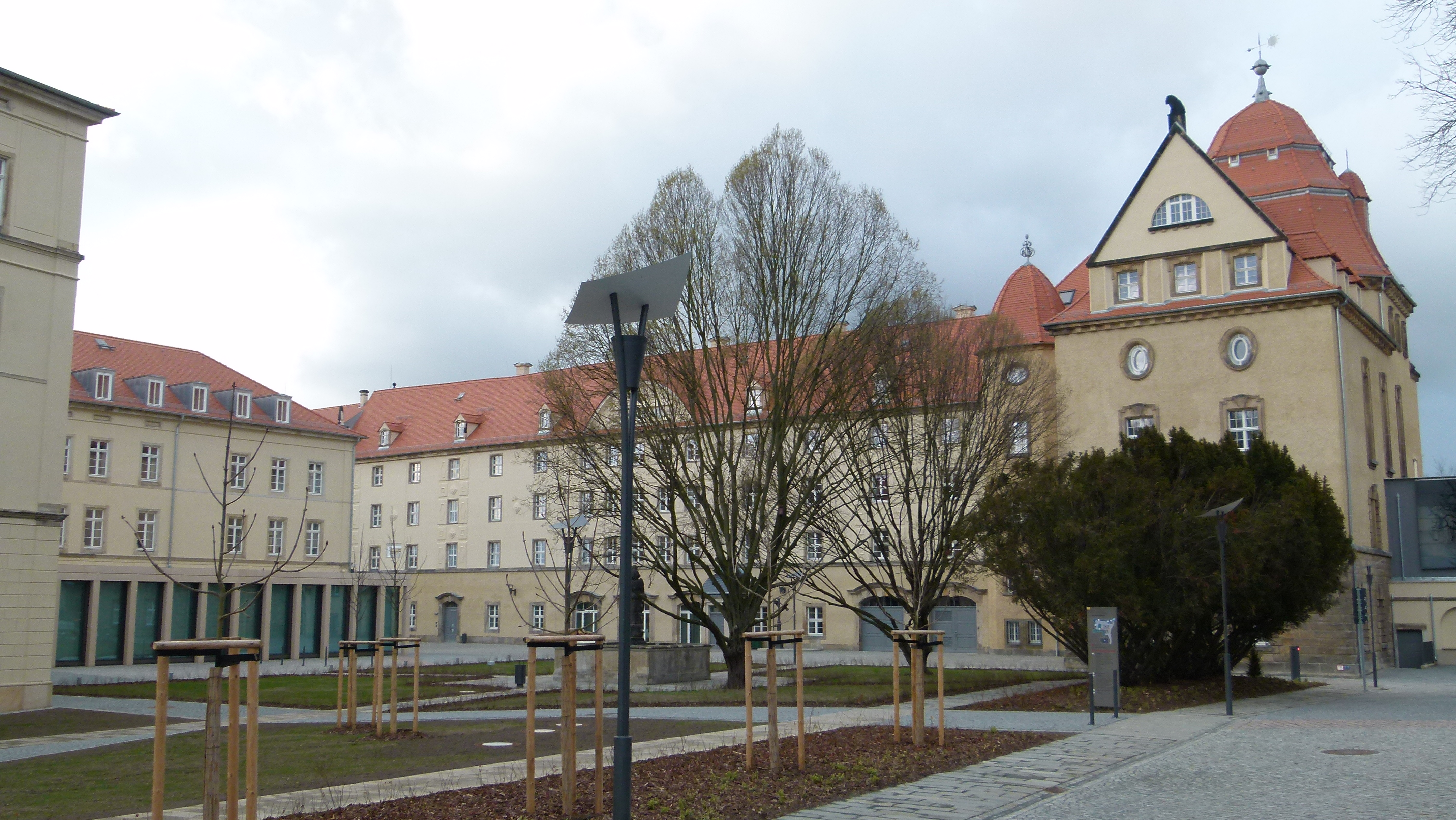
Zámek Sonnenstein
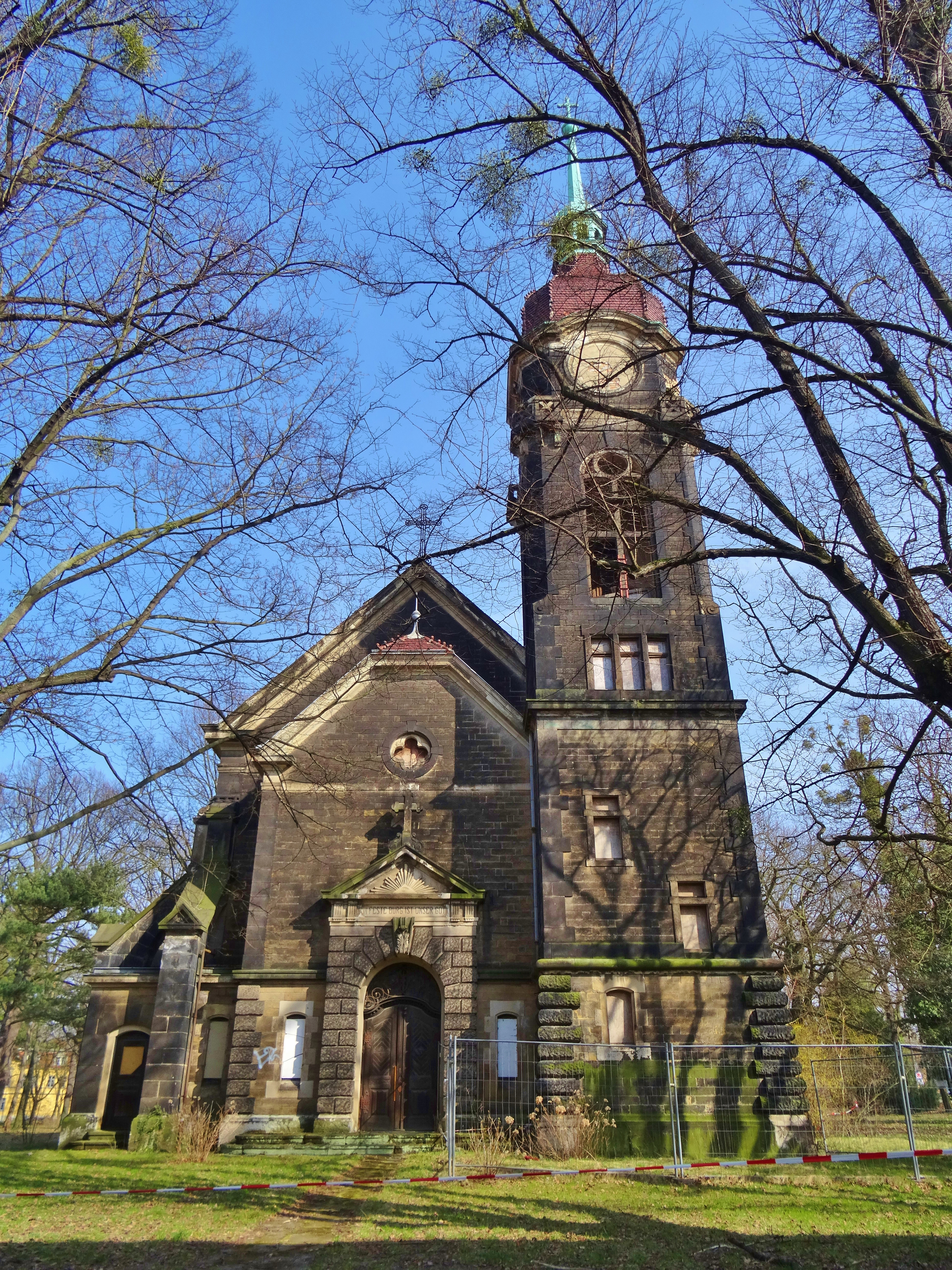
Anstaltskirche
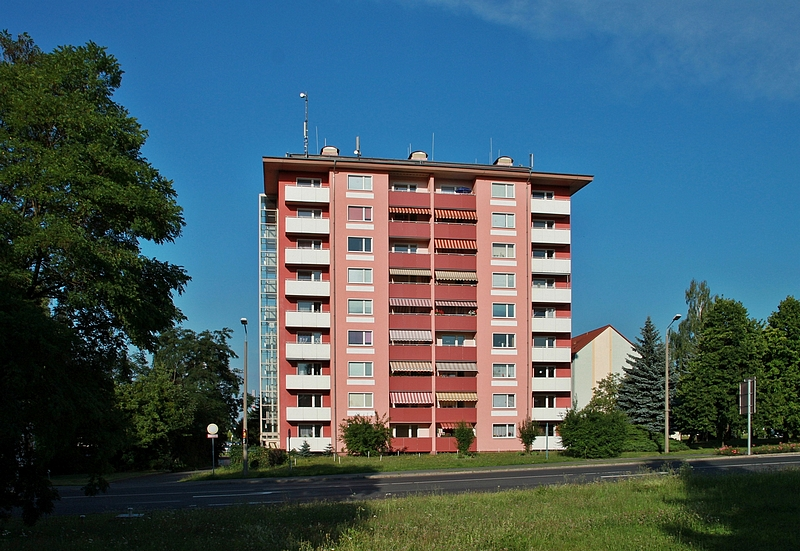
Rotes Hochhaus